# Le Teilleul
Le Teilleul is een gemeente in het Franse departement Manche in de regio Normandië en telt in zijn geheel 1779 inwoners (2013). De plaats maakt deel uit van het arrondissement Avranches.  Le Teilleul telde op 1 januari 2022 1.692 inwoners.

## Geschiedenis
Le Teilleul was de hoofdplaats van het gelijknamige kanton totdat dit op 22 maart 2015 werd opgeheven. Samen met Ferrières, Heussé, Husson en Sainte-Marie-du-Bois werd de gemeente opgenomen in het op die dag gevormde kanton Le Mortainais. De genoemde gemeenten werden op 1 januari opgenomen in de gemeente Le Teilleul, die hiermee de status van commune nouvelle kreeg. De oppervlakte van de gemeente nam hiermee toe van 30,45 tot 66,89 km², de bevolkingsdichtheid was op 1 januari 2022 25,3 inwoners per km².

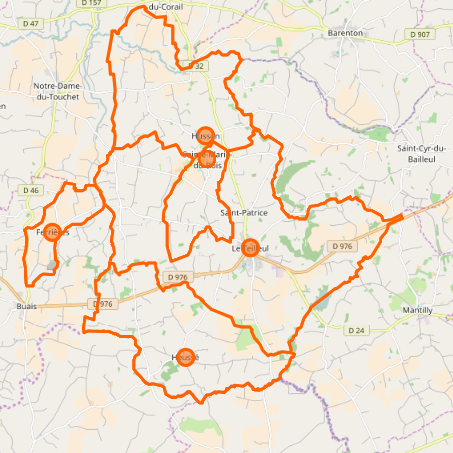
De commune nouvelle met de deelgemeenten

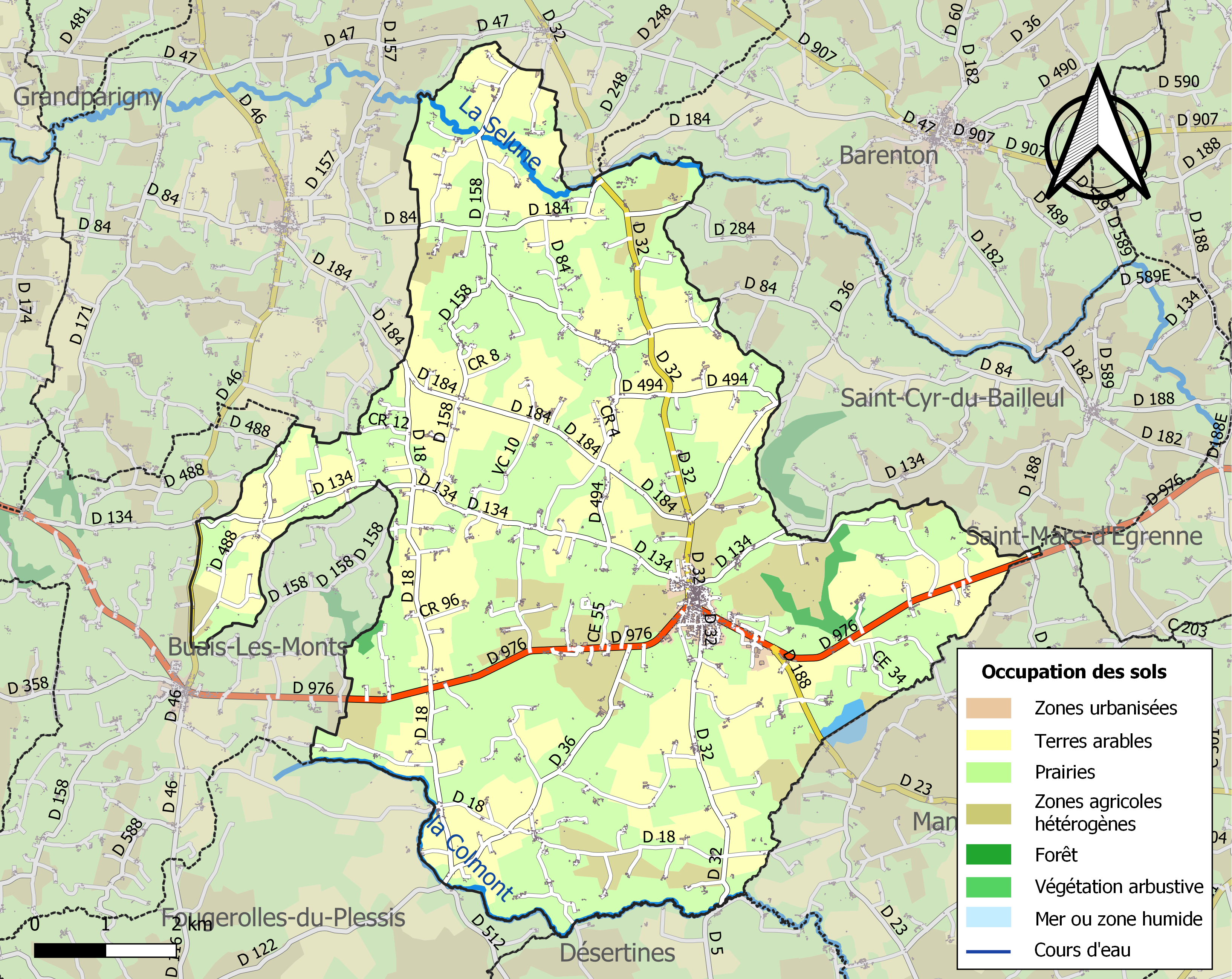
Kaart van de gemeente met de belangrijkste infrastructuur, bodemgebruik en omliggende gemeenten

## Demografie
Onderstaande figuur toont het verloop van het inwonertal (bron: INSEE-tellingen).